# Pulaski (Wisconsin)
Pulaski è un villaggio degli Stati Uniti d'America, situato in Wisconsin, diviso tra la contea di Brown, la contea di Shawano e la contea di Oconto.